# Hank Herring
Hank Herring (n. 19 iunie 1922, Saint Petersburg, Florida, SUA – d. 18 mai 1999, Lemoore⁠(d), California, SUA) a fost un boxer ce a reprezentat Statele Unite ale Americii, medaliat olimpic. A participat la o ediție a Jocurilor Olimpice (1948) în care a câștigat o medalie de argint.

## Participări
Lista de mai jos prezintă principalele competiții la care a participat Hank Herring de-a lungul carierei.
- boxing at the 1948 Summer Olympics – welterweight[*]